# Руссиш брот
«Ру́ссиш брот» (нем. Russisch Brot; буквально «русский хлеб») — немецкое печенье в форме букв латинского алфавита.

## Изготовление
Печенье выпекается из лёгкого белкового теста без жира с добавлением какао. В состав также могут входить крахмал, мука и солод. Для аромата добавляются ваниль либо корица. После выпекания печенье покрывается тонким слоем сахарной глазури. Готовое печенье хрустит и имеет карамельный привкус.
Как правило, «руссиш брот» изготовляется в виде букв, однако встречаются также цифры и иные формы. Интересно, что буквы M и W не используются, так как слишком легко ломаются.

## Происхождение
История возникновения и этимология названия печенья спорны. В Германии считается, что «руссиш брот» происходит из Российской империи, где подобная выпечка продавалась под названием «Буквы».

#### Версия 1. Фердинанд Ханке
В 1844 году дрезденский пекарь Фердинанд Фридрих Вильгельм Ханке (1816—1880) привёз рецепт из Санкт-Петербурга, где он якобы проходил обучение и даже имел некоторое время собственную пекарню на Невском проспекте. Ханке открыл в Дрездене «Немецко-русскую булочную», в которой и был выпечен первый «руссиш брот».

#### Версия 2. Приём российского посланника
Согласно иной версии, печенье было придумано в XIX веке в Вене. Около 1814—1815 годов придворный пекарь изготовил его для приёма российского посланника, памятуя о русской традиции встречать гостей хлебом. Новый десерт должен был объединить в себе русский обычай и традиции знаменитой венской выпечки. Соответственно, и буквы изначально были не латинские, а русские.

#### Версия 3.Народная этимология
Наконец, согласно третьей версии «руссиш брот» вообще никак не связан с Российской империей. Его название представляет собой искажённое немецкое rösches Brot — дословно «хрупкий хлеб», что связано с его ломкостью. Что же касается слова «хлеб», то в XVII веке словом Brod называли любую выпечку с добавлением сахара.

## Производство
Производство «руссиш брот» — давняя традиция города Дрездена. Первым промышленным производителем стала, в 1898 году, «Хлебопекарная компания Gebr. Hörmann». Её преемником стала компания «VEB Dauerbackwaren Dresden». Основатель компании Хартмут Квендт создал завод по производству печенья, и оно выпускалось под маркой «Dr. Quendt GmbH & Co. KG». В настоящее время «Руссиш брот» выпекается на нескольких предприятиях в Германии, однако наиболее известным производителем остаётся «Dr. Quendt Backwaren». Помимо традиционного, компания производит также печенье в шоколадной глазури.

## «Руссиш брот» вРождество Христово
«Руссиш брот» популярен и в Австрии, однако здесь он чаще называется «пасьянс» (от фр. patience — «терпение»). Здесь им принято украшать рождественскую ёлку; отсюда и название: прежде чем съесть печенье, нужно дождаться («потерпеть»), когда наряженную ёлку разберут и вынесут.

## В компьютерной среде
В 1997 году был создан компьютерный шрифт под названием «Russisch Brot». Его очертания напоминают форму печенья.